# 장예
장예(張裔, 167년 ~ 230년)는 중국 후한 말기 ~ 촉한의 관료로, 자는 군사(君嗣)이며 익주 촉군 성도현(成都縣) 사람이다.

## 생애
익주목 유장에 의해 효렴으로 발탁되어 그를 섬기게 되었으며, 이후 어복장(魚復長), 종사(從事) 겸 장하사마(帳下司馬)를 거쳤다. 익주를 공격하는 유비를 구원하기 위해 장비가 형주로부터 진군하자, 유장에게 군사를 받아 덕양현(德陽縣)의 맥하(陌下)에서 싸우다가 패하였다. 이후 유장이 유비에게 항복하자 유비를 섬기게 되었으며, 파군태수를 지냈다가 사금중랑장(司金中朗將)으로 임명되어 농기구와 무기의 제조를 맡았다. 그 뒤 익주태수인 정앙(正昻)이 현지의 호족 옹개에게 살해되자 후임 태수가 되었으나, 옹개에게 붙잡혀 손권에게 압송되었다.
이후 양국의 우호 관계를 위해 제갈량이 등지를 손권에게 사자로 파견하였고, 장예의 석방 협상을 하여 장예의 귀환을 허락받았다. 손권은 장예가 돌아가려고 할 때 한 번 이야기하였는데, 손권은 그가 범상치 않다고 생각하여 추격대를 보내 그를 뒤쫓아 도로 데려오게 하였다. 장예는 길을 떠나면서 어리석은 행세를 하지 못한 것을 후회하였고, 배를 탄 뒤 빠른 속도로 도망쳐 추격대를 따돌리게 되었다.
이후 다시 중용되었으며, 참군(參軍)·익주치중종사(益州治中従事)가 되어 제갈량을 보좌하며 군무를 맡았다. 227년 제갈량이 북벌을 위해 한중에 주둔할 때, 장예는 야성교위(射聲校尉)·유부장사(留府長史)로 임명되었다. 이후 장사 직분을 유지하면서 보한장군(輔漢將軍)을 겸했고, 230년에 64세의 나이로 세상을 떠났다.

## 같이 보기
- 삼국지 인물 목록